# Antoni Ramallets
Antoni Ramallets i Simón, más conocido como Ramallets (Barcelona, 1 de julio de 1924 - Villafranca del Panadés, Barcelona, 30 de julio de 2013), fue un futbolista y entrenador español. Jugaba de portero, desarrollando la mayor parte de su carrera en el entonces Club de Fútbol Barcelona. Dada la enorme demostración que hizo en la Copa del Mundo de 1950 celebrada en Brasil, se ganó el apodo del Gato de Maracaná. Considerado uno de los mejores porteros de la historia del fútbol español y del F.C Barcelona.

## Una trayectoria legendaria

### Jugador
Nacido en el barrio de Gracia de Barcelona, dio sus primeros pasos en varios equipos aficionados locales, como el Racing del Guinardó. En 1941 firmó su primer contrato profesional con el histórico Club Esportiu Europa graciense. Luego, el servicio militar le obligó a trasladarse a la Base Naval de San Fernando, en Cádiz, jugando en el equipo local. Luego fue trasladado a Palma de Mallorca, jugando en el C. D. Mallorca hasta 1946, año en que fichó por el C. F. Barcelona. En el club azulgrana no le fue fácil hacerse con un puesto en el equipo. En la temporada 1946/47 fue cedido al Real Valladolid, por entonces en Tercera división. Fue una pieza clave en el ascenso del club pucelano a la Segunda división española, por lo que el C. F. Barcelona le repescó a final de temporada. Desde 1947 ya se quedó en el primer equipo azulgrana, bajo la dirección del uruguayo Enrique Fernández, formando parte de la plantilla que ganó dos Ligas como suplente del guardameta Velasco, otro grande de la historia barcelonista y ganando dos Ligas.
Tras dos años de suplencia, sin apenas jugar, a mitad de la temporada 1949/50 se hizo con la titularidad, tras una desafortunada lesión ocular de Velasco el portero titular, durante un partido entre Celta y Barcelona, titularidad que nunca abandonó hasta su partido de homenaje en 1962, contra el Hamburgo alemán. Sus buenas actuaciones le abrieron las puertas de la selección española, que le convocó para el Campeonato Mundial de Fútbol disputado en Brasil en 1950 al término de esa misma temporada.

### Portero legendario del Barça de les Cinc Copes -  El Barça de las 5 Copas
En el C. F. Barcelona Ramallets fue el portero del legendario equipo de "las cinco copas", (Barça de les Cinc Copes) temporada 1951-52 en que el Barça ganó la Liga, la Copa de España y Copa europea Latina, más la Copa Eva Duarte y la Copa Martini&Rossi, con Daucik en el banquillo, que entre 1951 y 1953 ganó dos ligas españolas, una Copa europea Latina, tres copas de España y una Copa Eva Duarte. Hasta su retiro, en 1961, disputó un total de 538 partidos con la camiseta azulgrana entre 1947 y 1962 y es uno de los jugadores barcelonistas más laureados: 6 ligas, 5 Copas del Generalísimo o Copas de España, 3 Copas Eva Duarte, 2 Copas europeas Latinas y 2 Copas europeas de Ferias, además de un subcampeonato de Copa de Europa.

### Cinco trofeos Zamora
A título personal, consiguió el Trofeo Zamora en las dos primeras ediciones (1958-59 y 1959-60) con una media de menos de un gol encajado por partido. Anteriormente, antes de la institución de este trofeo, Ramallets ya había sido el portero menos batido de la liga en tres ocasiones: 1951-52, 1955-56 y 1956-57.
Estos números le convierten en el portero con más distinciones junto con Víctor Valdés y Jan Oblak, que le superaría.

### Disputando la hegemonía en España
Al final de la década y después de lograr la Copa de 1957 ante el Espanyol, el Barça de Helenio Herrera, del que Ramallets era portero, discutió la hegemonía en España al Real Madrid de Alfredo Di Stéfano. En esa época el Barça ganó la Copa europea de Ferias en 1958, la Liga 1958-59, pero el Real Madrid eliminó al Barça en semifinales de Copa en 1960 y Helenio Herrera (HH) fue destituido. En la temporada siguiente el Barça eliminó al Real Madrid en octavos de final de la Copa de Europa, con Ljubisa Brocic. Ya con Enrique Orizaola en el banquillo del Barça llegó a la final de la Copa de Europa en Berna, donde Ramallets no tuvo una afortunada actuación. La final de Berna fue un epílogo triste que no debe de empañar una trayectoria deslumbrante, épica, inolvidable y gloriosa, que mantendrá por siempre a Antonio Ramallets como uno de los mejores porteros de la historia del Barça, si no el mejor.

### Homenajes
El 6 de marzo de 1962 recibió el homenaje de los aficionados barcelonistas, que recordaban su memorable papel como portero. Se enfrentaron el Barça y el Hamburger SV y acabó con un resultado de 5-1 favorable a los locales. Ramallets, que tenía 38 años, hizo vibrar el Camp Nou con sus intervenciones, especialmente una increíble parada después de un disparó del alemán Uwe Seeler.
Recibe un nuevo homenaje el 11 de marzo de 2008, cuando recibe la llave de Barcelona de manos del expresidente del C. F. Barcelona, Joan Gaspart.

### Entrenador
En 1962 se hizo cargo como entrenador del Real Valladolid, al que llevó a su mejor clasificación de la historia en primera división, acabando en el cuarto puesto. Al año siguiente paso a dirigir al Real Zaragoza coincidiendo con el nacimiento de la época de los Magníficos. Fue destituido en el mes de mayo, pero su sucesor, Luis Belló, ganó ese año la Copa del Generalísimo y la Copa de Ferias.
En la temporada 64-65 dirigió al Real Murcia, y posteriormente, ya en Segunda División de nuevo al Valladolid, al Club Deportivo Logroñés, al Hércules y al Ilicitano.

### Selección nacional
Ramallets se consagró definitivamente en el mundial de fútbol de 1950 que se celebró en Brasil. El portero azulgrana era conocido como el «gato de Maracaná» por su gran agilidad y por la extraordinaria actuación que tuvo en el estadio brasileño.

### Fallecimiento
Ramallets había sido ingresado el 17 de junio de 2013 en el hospital de Centre Sociosanitari Ricard Fortuny, de Vilafranca del Penedès, donde había estado ingresado en las últimas semanas debido a complicaciones de salud. Recibió el alta médica el día 29 y cumplía reposo en su casa de San Juan de Mediona, población del Alt Penedès, ya que su estado de salud aún seguía siendo delicado. Falleció en esa localidad barcelonesa el 30 de julio de 2013, a la edad de 89 años.

## Clubes
| Club                           | País   | Años        |
| ------------------------------ | ------ | ----------- |
| Club Esportiu Europa           | España | 1941 - 1942 |
| Club Deportivo San Fernando    | España | 1942 - 1944 |
| Club Deportivo Mallorca        | España | 1944 - 1946 |
| Real Valladolid Club de Fútbol | España | 1946 - 1947 |
| Club de Fútbol Barcelona       | España | 1947 - 1962 |

## Palmarés

### Campeonatos nacionales
| Título                | Club            | País   | Año     |
| --------------------- | --------------- | ------ | ------- |
| Liga española         | C. F. Barcelona | España | 1947-48 |
| Copa Eva Duarte       | C. F. Barcelona | España | 1947-48 |
| Liga española         | C. F. Barcelona | España | 1948-49 |
| Copa de España        | C. F. Barcelona | España | 1951    |
| Liga española         | C. F. Barcelona | España | 1951-52 |
| Copa Eva Duarte       | C. F. Barcelona | España | 1951-52 |
| Copa del Generalísimo | C. F. Barcelona | España | 1952    |
| Liga española         | C. F. Barcelona | España | 1952-53 |
| Copa del Generalísimo | C. F. Barcelona | España | 1952-53 |
| Copa Eva Duarte       | C. F. Barcelona | España | 1952-53 |
| Copa del Generalísimo | C. F. Barcelona | España | 1957    |
| Liga española         | C. F. Barcelona | España | 1958-59 |
| Copa del Generalísimo | C. F. Barcelona | España | 1958-59 |
| Liga española         | C. F. Barcelona |        | 1959-60 |

### Copas internacionales
| Título         | Club           | País   | Año     |
| -------------- | -------------- | ------ | ------- |
| Copa Latina    | C.F. Barcelona | España | 1948-49 |
| Copa Latina    | C.F. Barcelona | España | 1951-52 |
| Copa de Ferias | C.F. Barcelona | España | 1956-58 |
| Copa de Ferias | C.F. Barcelona | España | 1958-60 |

### Distinciones individuales
| Distinción    | Año  |
| ------------- | ---- |
| Trofeo Zamora | 1952 |
| Trofeo Zamora | 1956 |
| Trofeo Zamora | 1957 |
| Trofeo Zamora | 1959 |
| Trofeo Zamora | 1960 |

### Récords individuales
- Segundo portero con más Trofeo Zamora ganados con 5. (Récord compartido con Víctor Valdés )